# Rhododendron nebulicola
Rhododendron nebulicola är en ljungväxtart som beskrevs av Danet. Rhododendron nebulicola ingår i släktet rododendron, och familjen ljungväxter. Inga underarter finns listade i Catalogue of Life.